# Gelis cockerelli
Gelis cockerelli là một loài tò vò trong họ Ichneumonidae.